# Louise de Prusse (1770-1836)
Pour les articles homonymes, voir Louise de Prusse.
Friederike Dorothea Luise Philippine de Prusse, dite en français Frédérique-Louise de Prusse, (née le 24 mai 1770 à Berlin, morte le 7 décembre 1836 à Berlin) est une princesse de Prusse, devenue princesse Radziwill par son mariage.

## Biographie
Nièce du roi Frédéric II de Prusse, la princesse Louise de Prusse est la fille du prince Auguste-Ferdinand, et de son épouse Anne-Élisabeth-Louise de Brandebourg-Schwedt, fille du margrave Frédéric-Guillaume de Brandebourg-Schwedt. Elle est donc la sœur du prince Louis-Ferdinand. Diverses sources affirment qu'elle serait la fille biologique du comte Friedrich Wilhelm Carl von Schmettau.
Elle épouse le 17 mars 1796 à Berlin le magnat polonais Antoni Henryk Radziwiłł, prince de Nieswiez et Ołyka. Ce mariage avec ce prince compositeur la rend heureuse. Après la bataille d'Iéna, elle quitte la cour de Prusse pour Kœnigsberg et appartient au cercle patriotique anti-français avec la reine Louise et la princesse Marie-Anne-Amélie. Louise devient amie avec Barthold Georg Niebuhr, la duchesse de Dino, Wilhelm von Humboldt, August Neidhardt von Gneisenau, Carl von Clausewitz, son épouse Marie von Brühl et le baron de Stein. Elle se plaint de son renvoi et joue un rôle dans son rétablissement.
Elle reçoit avec son mari au palais Radzwill de nombreux artistes et savants dans un salon de 1796 à 1815.
En 1816, elle s'installe à Posen où son mari sert comme gouverneur de Posnanie prussienne. Elle crée une fondation pour les pauvres et une institution. Alors qu'elle a grandi comme sa mère dans la foi protestante, Louise élève ses enfants dans le catholicisme. Elle regrettera la relation de sa fille Élisa avec son cousin le prince Guillaume de Prusse, fils cadet du roi Frédéric-Guillaume III de Prusse et de le reine Louise.

## Descendance
Elle eut de son mariage :
- Wilhelm (1797–1870), prince de Radziwiłł

∞ 1. 1825 la princesse Helena Radziwiłł (1805–1827)
∞ 2. 1832 la comtesse Mathilde Christine von Clary und Aldringen (1806–1896)
- Ferdinand Friedrich (1798–1827)
- Louise ("Loulou") (1799-2/04/1809)
- Élisa (1803–1834)
- Bogusław Fryderyk Radziwiłł (1809–1873), prince de Radziwiłł

∞ 1832 la comtesse Leontine Gabriele von Clary und Aldringen (1811–1890)
- August Heinrich Anton (1811–1831)
- Wanda (1813–1845)

∞ 1832 Prince Adam Konstanty Czartoryski (1804–1880)

## Œuvre
- Quarante-cinq années de ma vie (1770-1815). Paris, 1912. Réédition en 2013. Traduction de Fürstin Anton Radziwill. Fünfundvierzig Jahre aus meinem Leben (1770–1815). 1912.